# Kindl – Zentrum für zeitgenössische Kunst

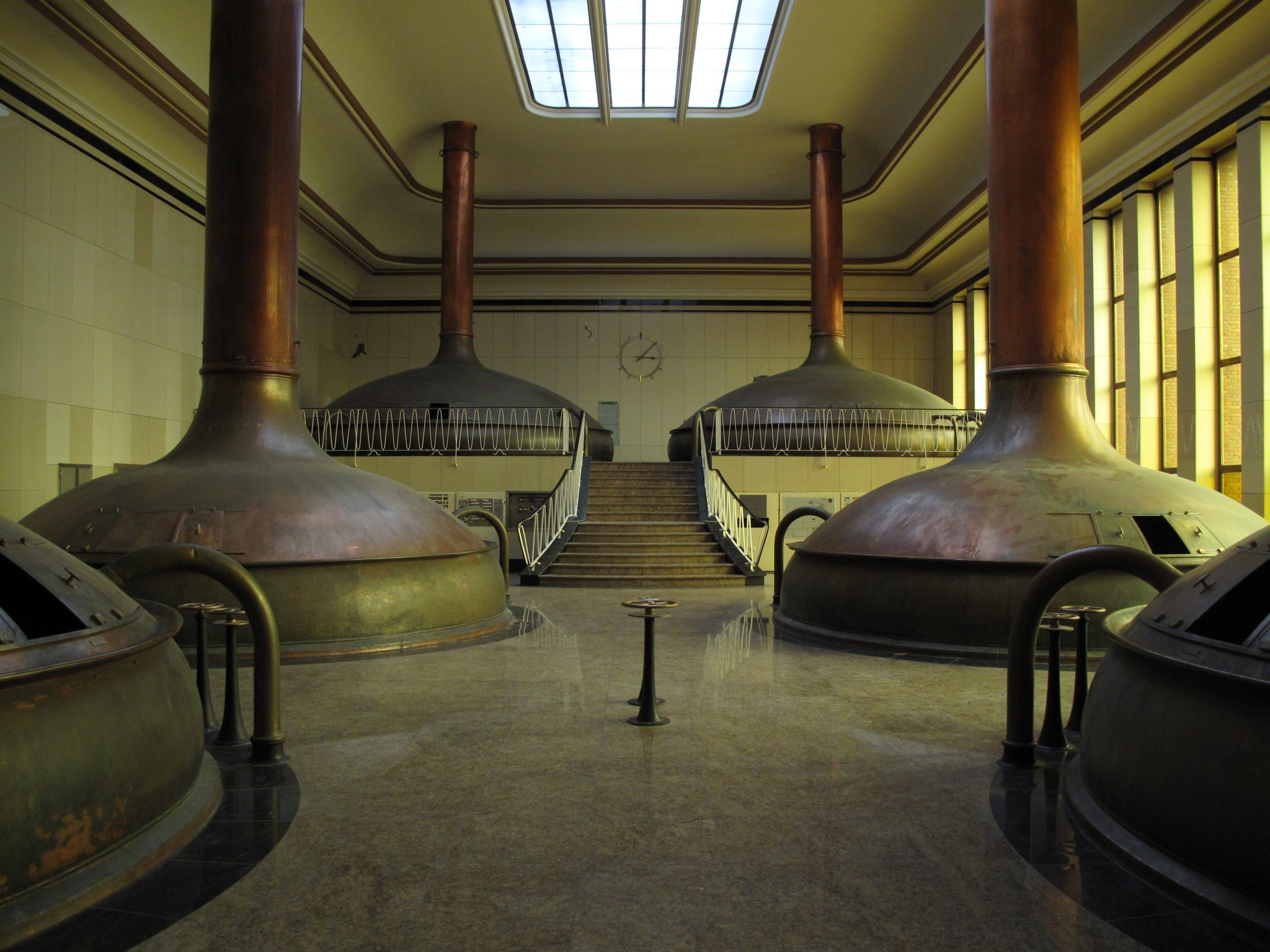
Sudhaus Berliner Kindl Neukölln, 2010.

Kindl – Zentrum für zeitgenössische Kunst är en konsthall för samtida konst, som är inrymd i ett tidigare bryggeri i stadsdelen Neukölln i Berlin i Tyskland. Konsthallens första del öppnades i september 2014 och resterande del i oktober 2016.

## Konstcentret
Konstcentret är inrymt i det tidigare Kindl-bryggeriet, Konsthallen är inrymd i olika delar av Sudhaus 3, en kulturminnesmärkt byggnad som ritades av Hans Claus och Richard Schepke och uppfördes i rött tegel 1926—1930 i "tysk expressionistisk stil". Den har sammanlagt 5 500 kvadratmeter yta.
Anläggningen har ett sju våningar högt torn, ett 20 meter högt pannhus, ett trevåningars maskinhus och en med sex kopparpannor utrustad brygghall. Det finns tre utställningshallar på olika våningsplan i den del av byggnaden som inhyste bryggeriets tidigare kraftcentral. Dessutom har den höga lokal, som tidigare varit pannhus, röjts ut för att bli utställningshall för konstverk i kolossalformat.
Ombyggnaden ritades av Burkhard Varnholt och Salome Grisard på Grisard'architektur i Zürich.

## Bryggeriet
I bryggeriet bryggdes tidigare Schultheiss ölmärket Berliner Kindl av det 1872 grundade Kindl-bryggeriet, sedan 2005 del av Berliner-Kindl-Schultheiss-Brauerei.
Efter andra världskriget förlorade företaget bryggeriet, som hamnade i Östtyskland. Verksamheten koncentrerades därför till Neukölln i Västberlin. Med hjälp av amerikanska pengar kunde företaget återuppbygga bryggeriet och modernisera det. 

## Bildgalleri

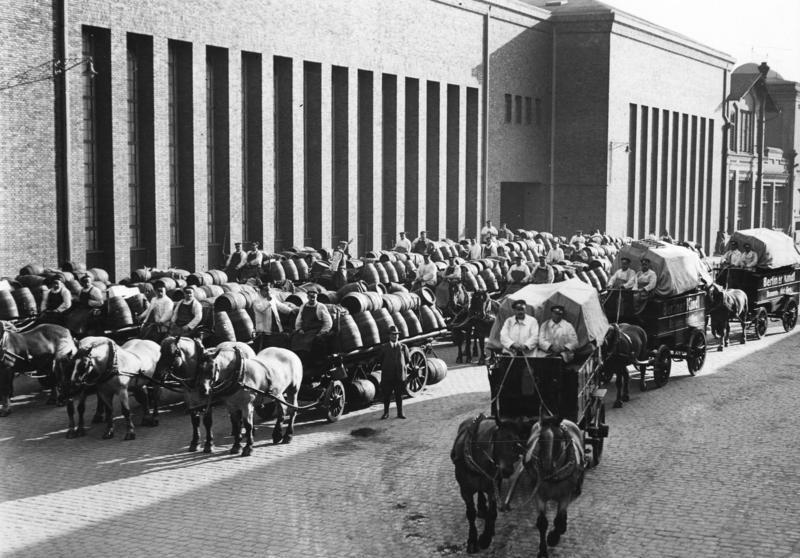
Utkörning av öl från bryggeriet 1933
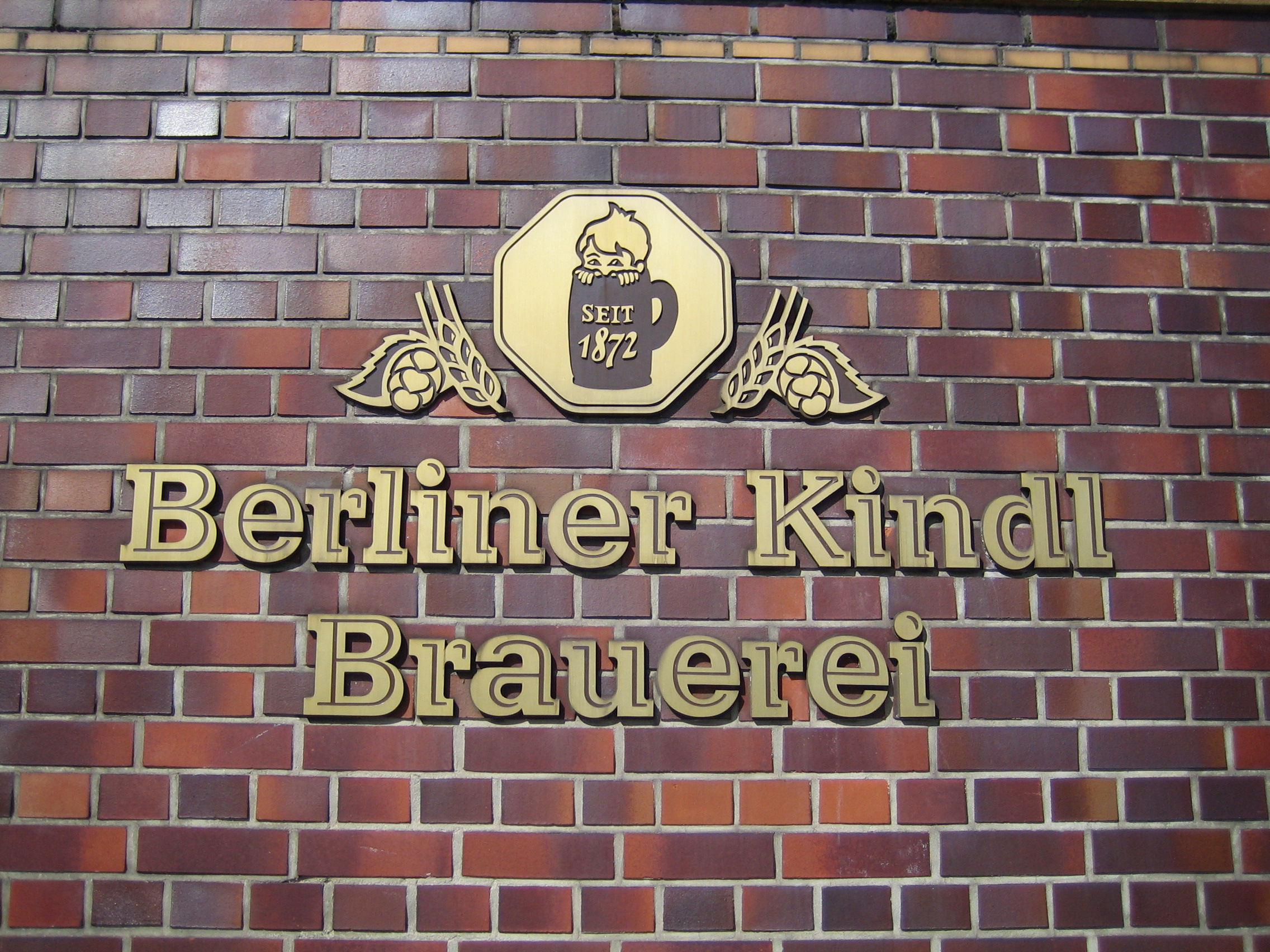
Varumärke på väggen